# Puntate di Blu notte - Misteri italiani
Le puntate di Blu notte - Misteri italiani (programma inizialmente noto come Mistero in blu, in seguito Blu notte e infine Lucarelliracconta) sono state trasmesse inizialmente da Rai 2 nel 1998 e in seguito da Rai 3 dal 1999 al 2012. Il programma ha raggiunto le dodici stagioni, per un totale di 99 episodi.
| Stagione            | Episodi | Prima TV Italia |
| ------------------- | ------- | --------------- |
| Prima stagione      | 8       | 1998            |
| Seconda stagione    | 12      | 1999            |
| Terza stagione      | 13      | 2000            |
| Quarta stagione     | 10      | 2001            |
| Quinta stagione     | 11      | 2002            |
| Sesta stagione      | 8       | 2004            |
| Settima stagione    | 6       | 2005            |
| Ottava stagione     | 8       | 2007            |
| Nona stagione       | 6       | 2008            |
| Decima stagione     | 6       | 2009            |
| Undicesima stagione | 5       | 2010            |
| Dodicesima stagione | 6       | 2012            |

Oltre alla normale programmazione degli episodi, è stata realizzato anche un episodio speciale sulla mafia, andato in onda nel 2003.

## Mistero in blu (prima stagione)
- Anno: 1998
- Episodi: 8

| nº | Titolo             | Sottotitolo                                                                 | Prima TV         |
| -- | ------------------ | --------------------------------------------------------------------------- | ---------------- |
| 1  | Alvise             | Il caso Alvise di Robilant (Firenze)                                        | 22 gennaio 1998  |
| 2  | Francesca          | Il caso Francesca Alinovi (Bologna)                                         | 27 gennaio 1998  |
| 3  | Max                | Il delitto dei pesciolini rossi - Massimiliano Iorio (Rimini)               | 3 febbraio 1998  |
| 4  | Antonella          | Il caso Antonella Falcidia (Catania)                                        | 10 febbraio 1998 |
| 5  | Nada               | Il caso Nada Cella (Chiavari)                                               | 17 febbraio 1998 |
| 6  | Giuliano ed Enrico | Il caso degli Uomini d'Oro - Giuliano Guerzoni ed Enrico Ughini (Bussoleno) | 15 marzo 1998    |
| 7  | Alessandra         | Il caso Alessandra Vanni (Castellina in Chianti)                            | 22 marzo 1998    |
| 8  | Laura              | Il caso Laura Bigoni (Clusone)                                              | 5 aprile 1998    |

## Blu notte (seconda stagione)
- Anno: 1999
- Episodi: 12

| nº | Titolo              | Sottotitolo                                             | Prima TV       |
| -- | ------------------- | ------------------------------------------------------- | -------------- |
| 1  | Lea                 | La grotta della Croara - Lea Polvani (Bologna)          | 14 aprile 1999 |
| 2  | Luigia ed Antonella | Antonella e Luigia, il delitto del trapano (Genova)     | 21 aprile 1999 |
| 3  | Simonetta           | Il delitto della Cattolica - Simonetta Ferrero (Milano) | 28 aprile 1999 |
| 4  | Lidia               | Il delitto di Lidia Macchi (Varese)                     | 5 maggio 1999  |
| 5  | Gianfranco          | Un delitto a Firenze - Gianfranco Cuccuini (Firenze)    | 12 maggio 1999 |
| 6  | Clotilde            | La bottiglia di rosolio - Clotilde Fossati (Milano)     | 19 maggio 1999 |
| 7  | Duilio              | Binario 10 - Duilio Saggia Civitelli (Roma)             | 26 maggio 1999 |
| 8  | Elisa e Patrizio    | Elisa Marafini e Patrizio Bovi (Cori - Latina)          | 2 giugno 1999  |
| 9  | Massimo             | Massimo Vichi - Il professore (Aosta)                   | 9 giugno 1999  |
| 10 | Mara                | Il delitto della camera chiusa - Mara Calisti (Perugia) | 16 giugno 1999 |
| 11 | Mimmo               | La strage di via Caravaggio - Mimmo Santangelo (Napoli) | 23 giugno 1999 |
| 12 | Maria Luisa         | Il Velo della Madonna - Maria Luisa Decìa (Trento)      | 30 giugno 1999 |

## Blu notte (terza stagione)
- Anno: 2000
- Episodi: 13

| nº | Titolo               | Sottotitolo                                                   | Prima TV         |
| -- | -------------------- | ------------------------------------------------------------- | ---------------- |
| 1  | Antonella            | Il mistero della stanza chiusa - Antonella Di Veroli (Roma)   | 3 ottobre 2000   |
| 2  | Stevanin             | Indagine di un serial killer - Gianfranco Stevanin (Terrazzo) | 10 ottobre 2000  |
| 3  | Anna Laura           | Il delitto di via Colvera - Anna Laura Pedron (Pordenone)     | 17 ottobre 2000  |
| 4  | Christian            | Delitto al castello - Christian Waldner (Castel Guncina)      | 24 ottobre 2000  |
| 5  | Floride              | Omicidio al college - Floride Cesaretti (Urbino)              | 1º novembre 2000 |
| 6  | Assunta              | La scomparsa di Susy - Assunta Marsala (Siracusa)             | 8 novembre 2000  |
| 7  | Roberta              | Roberta Lanzino (Falconara Albanese)                          | 15 novembre 2000 |
| 8  | I misteri di Alleghe | I misteri di Alleghe                                          | 22 novembre 2000 |
| 9  | Vincenzo             | La villa dei misteri - Vincenzo Mosa (Sabaudia)               | 29 novembre 2000 |
| 10 | Agata                | Il mistero del fiume - Agata Bornino (Collio di Vobarno)      | 6 dicembre 2000  |
| 11 | Il professor Klinger | Il professor Roberto Klinger (Milano)                         | 13 dicembre 2000 |
| 12 | Luigi                | Il pescatore di Sant'Alberto - Luigi Bezzi (Sant'Alberto)     | 20 dicembre 2000 |
| 13 | Aurora               | Aurora (Palermo)                                              | 27 dicembre 2000 |

## Blu notte - Misteri italiani (quarta stagione)
- Anno: 2001
- Episodi: 10

| nº | Titolo                                                       | Prima TV         |
| -- | ------------------------------------------------------------ | ---------------- |
| 1  | Michele Sindona                                              | 17 ottobre 2001  |
| 2  | Graziella Campagna                                           | 24 ottobre 2001  |
| 3  | Sergio Castellari. La tangente Enimont                       | 31 ottobre 2001  |
| 4  | La strage di Gioia Tauro del 1970                            | 7 novembre 2001  |
| 5  | Antonio Ammaturo                                             | 14 novembre 2001 |
| 6  | La banda della Uno bianca                                    | 21 novembre 2001 |
| 7  | Roberto Calvi                                                | 28 novembre 2001 |
| 8  | Enrico Mattei                                                | 5 dicembre 2001  |
| 9  | Mauro De Mauro                                               | 12 dicembre 2001 |
| 10 | Antonino Gioè. La Mafia, Giovanni Falcone e Paolo Borsellino | 19 dicembre 2001 |

## Blu notte - Misteri italiani (quinta stagione)
- Anno: 2002-2003
- Episodi: 11

| nº | Titolo                               | Prima TV         |
| -- | ------------------------------------ | ---------------- |
| 1  | Salvatore Giuliano                   | 29 dicembre 2002 |
| 2  | La strage di Ustica                  | 5 gennaio 2003   |
| 3  | Wilma Montesi                        | 12 gennaio 2003  |
| 4  | Antonino Agostino ed Emanuele Piazza | 19 gennaio 2003  |
| 5  | Pier Paolo Pasolini                  | 26 gennaio 2003  |
| 6  | La strage di Bologna                 | 2 febbraio 2003  |
| 7  | Alceste Campanile                    | 9 febbraio 2003  |
| 8  | Il Mostro di Firenze - Prima parte   | 16 febbraio 2003 |
| 9  | Il Mostro di Firenze - Seconda parte | 23 febbraio 2003 |
| 10 | Beppe Alfano                         | 2 marzo 2003     |
| 11 | Paolo Borsellino                     | 9 marzo 2003     |

## Blu notte - Misteri italiani (episodio speciale)
- Anno: 2003
- Episodi: 1
- Note: Episodio speciale trasmesso su Rai Tre in prima serata

| nº | Titolo                                                       | Prima TV       |
| -- | ------------------------------------------------------------ | -------------- |
| 1  | La mattanza. Dai silenzi sulla mafia al silenzio della mafia | 25 giugno 2003 |

## Blu notte - Misteri italiani (sesta stagione)
- Anno: 2004
- Episodi: 8

| nº | Titolo                                                       | Prima TV         |
| -- | ------------------------------------------------------------ | ---------------- |
| 1  | La storia delle Brigate Rosse - Prima parte                  | 1º aprile 2004   |
| 2  | La storia delle Brigate Rosse - Seconda parte                | 8 aprile 2004    |
| 3  | I delitti del Mostro di Firenze                              | 15 aprile 2004   |
| 4  | La mattanza: dai silenzi sulla Mafia al silenzio della Mafia | 17 ottobre 2004  |
| 5  | La storia della 'Ndrangheta                                  | 24 ottobre 2004  |
| 6  | Milano calibro nove                                          | 31 ottobre 2004  |
| 7  | La storia della Camorra                                      | 7 novembre 2004  |
| 8  | La banda della Magliana                                      | 14 novembre 2004 |

## Blu notte - Misteri italiani (settima stagione)
- Anno: 2005
- Episodi: 6

| nº | Titolo                                                                   | Prima TV          |
| -- | ------------------------------------------------------------------------ | ----------------- |
| 1  | La strage di piazza Fontana, un processo senza fine                      | 11 settembre 2005 |
| 2  | La scomparsa di Mauro De Mauro: un mistero di Stato - puntata aggiornata | 18 settembre 2005 |
| 3  | OSS, CIA, GLADIO, i rapporti segreti tra America e Italia                | 25 settembre 2005 |
| 4  | La violenza negli anni '70                                               | 2 ottobre 2005    |
| 5  | Vita e morte di Pier Paolo Pasolini                                      | 9 ottobre 2005    |

## Blu notte - Misteri italiani (ottava stagione)
- Anno: 2007
- Episodi: 8

| nº | Titolo                                                                       | Prima TV          |
| -- | ---------------------------------------------------------------------------- | ----------------- |
| 1  | Terra e libertà. Gli omicidi Accursio Miraglia, Placido Rizzotto e Carnevale | 10 marzo 2007     |
| 2  | L'anomalia sarda. La criminalità in Sardegna                                 | 17 marzo 2007     |
| 3  | L'archivio della vergogna                                                    | 2 settembre 2007  |
| 4  | Genova 2001, G8                                                              | 9 settembre 2007  |
| 5  | Piazza della Loggia - Il luogo della memoria                                 | 16 settembre 2007 |
| 6  | Trapani, coppole e colletti bianchi                                          | 23 settembre 2007 |
| 7  | Il naufragio fantasma                                                        | 30 settembre 2007 |
| 8  | Una guerra di spie                                                           | 7 ottobre 2007    |

## Blu notte - Misteri italiani (nona stagione)
- Anno: 2008
- Episodi: 6

| nº | Titolo                          | Prima TV          |
| -- | ------------------------------- | ----------------- |
| 1  | Mafia al Nord                   | 31 agosto 2008    |
| 2  | Tangentopoli                    | 7 settembre 2008  |
| 3  | Mafia e politica                | 14 settembre 2008 |
| 4  | Le morti silenziose             | 21 settembre 2008 |
| 5  | Racket. Piccoli grandi eroi     | 28 settembre 2008 |
| 6  | Messina, un enigma da decifrare | 5 ottobre 2008    |

## Blu notte - Misteri italiani (decima stagione)
- Anno: 2009
- Episodi: 6

| nº | Titolo                                            | Prima TV        |
| -- | ------------------------------------------------- | --------------- |
| 1  | L'ombra oscura della P2                           | 2 ottobre 2009  |
| 2  | Navi a perdere                                    | 9 ottobre 2009  |
| 3  | Dentro Cosa Nostra. Storia del pentitismo mafioso | 16 ottobre 2009 |
| 4  | Ilaria Alpi e Miran Hrovatin                      | 23 ottobre 2009 |
| 5  | Il Clan dei Casalesi. Soldi, silenzio e sangue    | 30 ottobre 2009 |
| 6  | Sicilia nera                                      | 6 novembre 2009 |

## Lucarelliracconta (undicesima stagione)
- Anno: 2010
- Episodi: 5

| nº | Titolo                 | Prima TV         |
| -- | ---------------------- | ---------------- |
| 1  | Nelle mani dello Stato | 6 dicembre 2010  |
| 2  | La trattativa          | 13 dicembre 2010 |
| 3  | La morte sul lavoro    | 20 dicembre 2010 |
| 4  | La Mala del Brenta     | 27 dicembre 2010 |
| 5  | La quarta mafia        | 3 gennaio 2011   |

## Lucarelliracconta (dodicesima stagione)
- Anno: 2012
- Episodi: 6

| nº | Titolo                                           | Prima TV          |
| -- | ------------------------------------------------ | ----------------- |
| 1  | Nicola Calipari, in quel luogo e in quel momento | 7 maggio 2012     |
| 2  | Eroi normali                                     | 14 maggio 2012    |
| 3  | Il segreto di Paolo Borsellino                   | 21 maggio 2012    |
| 4  | Uomini dello Stato                               | 28 maggio 2012    |
| 5  | Giornalisti nel mirino                           | 16 settembre 2012 |
| 6  | Ladri di futuro                                  | 23 settembre 2012 |